# Isabella Kresche
Isabella Kresche (* 28. November 1998 in Graz) ist eine österreichische Fußballtorfrau, die seit 2022 für die österreichische Nationalmannschaft spielt.

## Karriere

### Vereine
Isabella Kresche startete ihre sportliche Laufbahn 2005 beim SV Peggau. In ihrer Jugend sammelte sie bei den Tormanncamps von Roland Goriupp Erfahrungen. Nach mehreren Zwischenstationen stand sie ab 2016 für den SKN St. Pölten im Tor. In St. Pölten besuchte sie auch das BORG für Leistungssport (BORGL) sowie das Nationale Zentrum für Frauenfußball des Österreichischen Fußball-Bundes (ÖFB).
Nach der Matura begann sie 2017 ein Studium der Betriebswirtschaftslehre an der Wirtschaftsuniversität Wien, das sie als Bachelor abschloss. Neben ihrer sportlichen Laufbahn arbeitete sie im Controlling-Bereich sowie als Produktmanagerin bei Morawa Digital.
Mit dem SKN St. Pölten wurde sie mehrmals österreichischer Meister und nahm an der UEFA Women’s Champions League teil. Mit Ende der Saison 2021/22 verließ sie die SKN St. Pölten-Frauen und wechselte zur italienischen US Sassuolo Calcio. Nach ihrem Abgang aus Italien im Sommer 2024 trainiert sie beim Younion Proficamp in Steinbrunn.
Im September 2024 wurde ihr Wechsel zum italienischen Frauen-Meister AS Roma bekannt, wo sie einen bis 30. Juni 2025 gültigen Vertrag unterschrieb und damit Clubkollegin von ÖFB-Legionärin Verena Hanshaw wurde. Im Juli 2025 wechselte sie nach Florida in die Vereinigten Staaten zum Tampa Bay Sun Football Club.

### Nationalmannschaft
Kresche absolvierte Einsätze in den U17- und U19-Nationalteams. Ihr Debüt im österreichischen Frauen-A-Team gab sie am 20. Februar 2022 beim 6:1-Testspiel-Sieg zur Vorbereitung auf die Fußball-Europameisterschaft 2022 gegen Rumänien in Marbella. Von ÖFB-Teamchefin Irene Fuhrmann wurde sie neben Manuela Zinsberger und Jasmin Pal in den Kader für die Fußball-Europameisterschaft 2022 berufen. Nach einer Verletzung im Training reiste Mariella El Sherif für sie als Backup zur EM nach England.